# 60e Grammy Awards

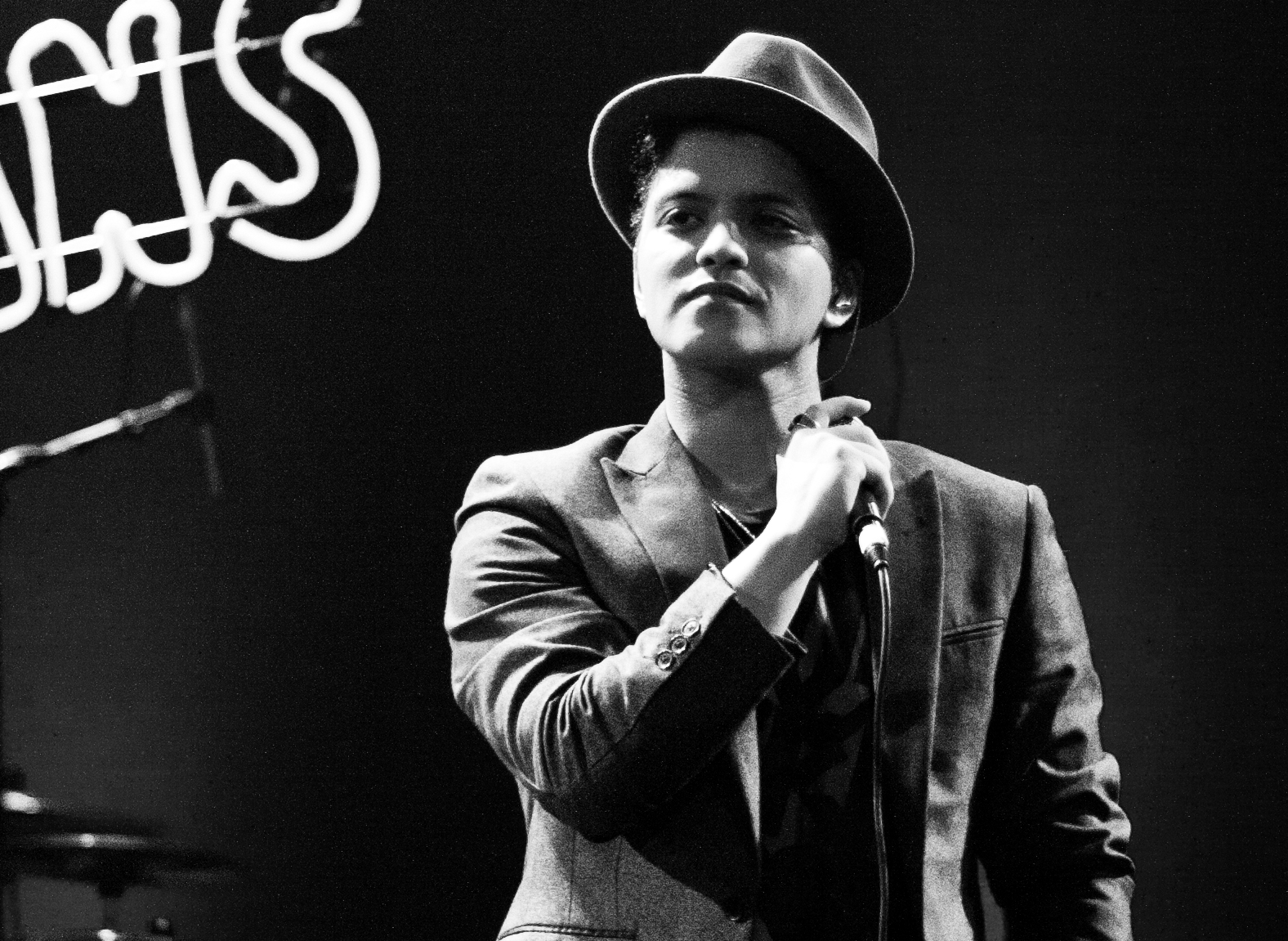
Bruno Mars won zes Grammy's, waarvan drie awards in de hoofdcategorieën. De meeste op 1 avond sinds de overwinning van Adele in 2012.

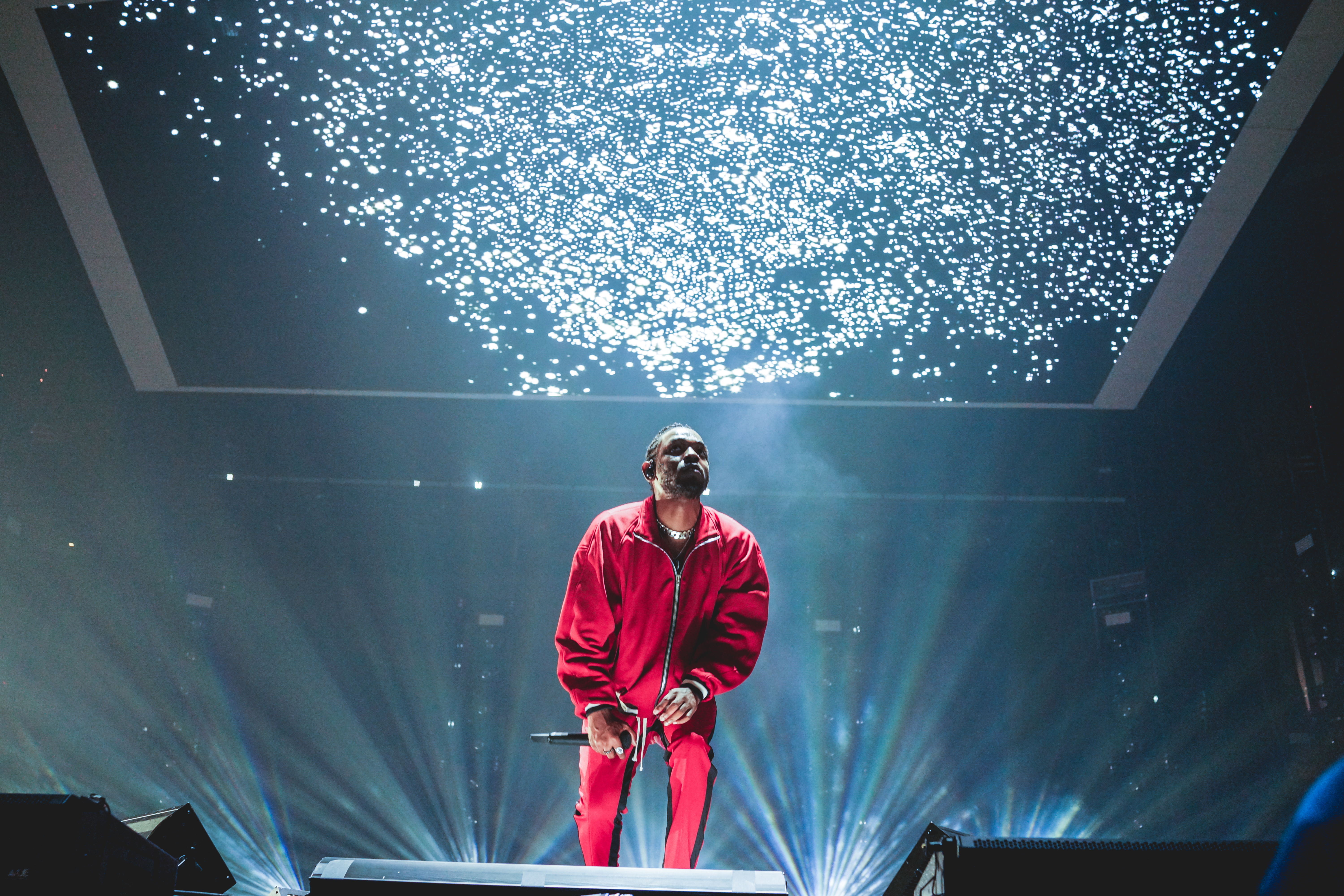
Kendrick Lamar verzilverde vijf van zijn zeven nominaties. Hij won alle Grammy's in de categorie rap.

De 60e uitreiking van de jaarlijkse Grammy Awards vond plaats op zondag 28 januari 2018 in Madison Square Garden in New York. Tijdens deze ceremonie werden in 84 categorieën prijzen uitgereikt, hetzelfde aantal als in 2017. De nominaties hiervoor waren op 28 november 2017 bekendgemaakt in het CBS-ochtendprogramma This Morning.
De meeste Grammy's gingen naar Bruno Mars. Voor zijn album 24K Magic en de single That's What I Like kreeg hij in totaal zes Grammy's, het hoogste aantal op één avond sinds 2012, toen Adele eveneens zes Grammy's won. Mars won onder meer de belangrijke categorieën Album of the Year, Song of the Year en Record of the Year, een grotere winst dan werd voorzien, omdat kenners hadden verwacht dat in die categorieën ook rappers Jay-Z en Kendrick Lamar een goede kans zouden maken. Uiteindelijk won Jay-Z geen enkele Grammy, ondanks acht nominates, en won Lamar er vijf. Vier daarvan waren in de Rap-categorie en een voor de video van de single HUMBLE..
Countryzanger Chris Stapleton won drie Grammy's terwijl Ed Sheeran, gospelzangeres CeCe Winans, Jason Isbell en filmcomponist Justin Hurwitz elk twee prijzen kregen.
Van de niet-uitvoerende winnaars (zoals componisten, producers, etc.) wonnen Christopher Brody Brown en Philip Lawrence - beiden uit het team van Bruno Mars - de meeste Grammy's, namelijk vier. Zij worden gevolgd door Serben Ghenea, John Hanes, Charles Moniz, Tom Coyne en James Fauntleroy, eveneens uit de entourage van Mars, met elk drie Grammy's. Voor Tom Coyne waren deze postuum; hij overleed in april 2017.
Andere postume Grammy's waren er voor Leonard Cohen (Best Rock Solo Performance) en Carrie Fisher (Best Spoken Word Album).
De enige Nederlandse nominatie, voor Reinbert de Leeuw in een klassieke categorie, werd niet omgezet in een Grammy Award.
Opvallende winnaars waren:
- The Rolling Stones voor het bluesalbum Blue & Lonesome, hun eerste Grammy sinds 1995 (en derde in totaal)
- Randy Newman voor het arrangement voor het nummer Putin, zijn zevende Grammy sinds 1984 (naast 22 nominaties).
- Leonard Cohen had tijdens zijn leven één Grammy ontvangen, voor een bijdrage op het verzamelalbum River: The Joni Letters uit 2007. Pas in 2018, na zijn dood, kreeg hij twee solo-nominaties. Een daarvan werd verzilverd: You Want It Darker als beste rock-uitvoering.

## Premiere Ceremony
Een groot deel van de prijzen werd voorafgaande aan de tv-uitzending al uitgereikt, in de zogenaamde Premiere Ceremony. Deze vond plaats in de theaterzaal van Madison Square Garden in plaats van in het arena-deel. Het was voor het eerst sinds 2003 dat de show niet in Los Angeles plaatsvond, maar in New York. Tussen 2004 en 2017 had de uitreiking een vaste stek gevonden in het Staples Center, maar bij uitzondering werd nu dus weer voor de Oostkust van de VS gekozen. De Grammy-organisatie maakte na de show van 2018 bekend om t/m 2022 weer terug te keren naar het Staples Center.

## Winnaars

### Algemeen
- Album of the Year
  - "24K Magic" - Bruno Mars
  - Shampoo, Press & Curl [Bruno Mars, Philip Lawrence & Christopher Brody Brown] (producers); Serban Ghenea, John Hanes & Charles Moniz (technici/mixers); Christopher Brody Brown, James Fauntleroy, Philip Lawrence & Bruno Mars (componisten); Tom Coyne (mastering engineer)
- Record of the Year
  - "24K Magic" - Bruno Mars
  - Shampoo, Press & Curl [Bruno Mars, Philip Lawrence & Christopher Brody Brown] (producers); Serban Ghenea, John Hanes & Charles Moniz (technici/mixers); Tom Coyne (mastering engineer)
- Song of the Year
  - Christopher Brody Brown, James Fauntleroy, Philip Lawrence, Bruno Mars, Ray Charles McCullough II, Jeremy Reeves, Ray Romulus & Jonathan Yip (componisten) voor That's What I Like, uitvoerende: Bruno Mars
- Best New Artist
  - Alessia Cara

### Pop
- Best Pop Solo Performance
  - "Shape of You" - Ed Sheeran
- Best Pop Duo/Group Performance
  - "Feel It Still" - Portugal. The Man
- Best Pop Vocal Album
  - "÷ (Divide)" - Ed Sheeran
- Best Traditional Pop Vocal Album
  - "Tony Bennett Celebrates 90" - Diverse artiesten, Dae Bennett (producer)

### Dance
- Best Dance Recording
  - "Tonite" - LCD Soundsystem (James Murphy, producer/mixer)
- Best Dance/Electronic Album
  - "3-D The Catalogue" - Kraftwerk

### Contemporary Instrumental Music
- Best Contemporary Instrumental Album
  - "Prototype" - Jeff Lorber Fusion

### Rock
- Best Rock Performance
  - "You Want It Darker" - Leonard Cohen
- Best Metal Performance
  - "Sultan's Curse" - Mastodon
- Best Rock Song
  - Foo Fighters (componisten) voor "Run", uitvoerenden: Foo Fighters
- Best Rock Album
  - "A Deeper Understanding" - The War on Drugs

### Alternative
- Best Alternative Music Album
  - "Sleep Well Beast" - The National

### R&B
- Best R&B Performance
  - "That's What I Like" - Bruno Mars
- Best Traditional R&B Performance
  - "Redbone" - Childish Gambino
- Best R&B Song
  - Christopher Brody Brown, James Fauntleroy, Philip Lawrence, Bruno Mars, Ray Charles McCullough II, Jeremy Reeves, Ray Romulus & Jonathan Yip (componisten) voor That's What I Like, uitvoerende: Bruno Mars
- Best Urban Contemporary Album
  - "Starboy" - The Weeknd
- Best R&B Album
  - "24K Magic" - Bruno Mars

### Rap
- Best Rap Performance
  - "HUMBLE." - Kendrick Lamar
- Best Rap/Sung Performance
  - "LOYALTY." - Kendrick Lamar & Rihanna
- Best Rap Song
  - Kendrick Lamar, Asheton Hogan & M. Williams II (componisten) voor HUMBLE., uitvoerende: Kendrick Lamar
- Best Rap Album
  - "DAMN." - Kendrick Lamar

### Country
- Best Country Solo Performance
  - "Either Way" - Chris Stapleton
- Best Country Duo/Group Performance
  - "Better Man" - Little Big Town
- Best Country Song
  - Mike Henderson & Chris Stapleton (componisten) voor Broken Halos, uitvoerende: Chris Stapleton
- Best Country Album
  - "From A Room: Volume 1" - Chris Stapleton

### New Age
- Best New Age Album
  - "Dancing on Water" - Peter Kater

### Jazz
- Best Improvised Jazz Solo
  - "Miles Beyond" - John McLaughlin
- Best Jazz Vocal Album
  - "Dreams and Daggers" - Cécile McLorin Salvant
- Best Jazz Instrumental Album
  - "Rebirth" - Billy Childs
- Best Large Jazz Ensemble Album
  - "Bringin' It" - Christian McBride Big Band
- Best Latin Jazz Album
  - "Jazz Tango" - Pablo Ziegler Trio

### Gospel/Contemporary Christian Music
NB: De Grammy organisatie onderscheidt twee soorten christelijke muziek: 'Gospel' is de meer traditionele vorm, 'Contemporary Christian Music' omvat moderne, hedendaagse stijlen zoals pop, R&B, urban, rock, etc.
- Best Gospel Performance/Song
  - "Never Have To Be Alone" - CeCe Winans (uitvoerende); Dwan Hill & Alvin Love III (componisten)
- Best Contemporary Christian Music Performance/Song
  - "What a Beautiful Name" - Hillsong Worship (uitvoerenden); Ben Fielding & Brooke Ligertwood (componisten)
- Best Gospel Album
  - "Let Them Fall in Love" - CeCe Winans
- Best Contemporary Christian Music Album
  - Chain Breaker" - Zach Williams
- Best Roots Gospel Album
  - "Sing it Now: Songs of Faith & Hope" - Reba McEntire

### Latin
- Best Latin Pop Album
  - "El Dorado" - Shakira
- Best Latin Rock, Urban or Alternative Album
  - "Residente" - Residente
- Best Regional Mexican Music Album (incl Tejano)
  - "Arriero Somos Versiones Acústicas" - Aida Cuevas
- Best Tropical Latin Album
  - "Salsa Big Band" - Rubén Blades & Roberto Delgado & Orquesta

### American Roots Music
- Best American Roots Performance
  - "Killer Diller Blues" - Alabama Shakes
- Best American Roots Song
  - Jason Isbell (componist) voor If We Were Vampires, uitvoerenden: Jason Isbell & the 400 Unit
- Best Americana Album
  - "The Nashville Sound" - Jason Isbell & the 400 Unit
- Best Bluegrass Album
  - "Laws of Gravity" - The Infamous Stringdusters

en
- - "All The Rage - In Concert Volume One" - Rhonda Vincent & the Rage
- Best Traditional Blues Album
  - "Blue & Lonesome" - Rolling Stones
- Best Contemporary Blues Album
  - "TajMo" - Taj Mahal & Keb' Mo'
- Best Folk Album
  - "Mental Illness" - Aimee Mann
- Best Regional Roots Music Album
  - "Kalenda" - Lost Bayou Ramblers

### Reggae
- Best Reggae Album
  - "Stony Hill" - Damian "Jr. Gong" Marley

### Wereldmuziek
- Best World Music Album
  - "Shaka Zulu Revisited: 30th Anniversary Celebration" - Ladysmith Black Mambazo

### Kinderrepertoire
- Best Children's Album
  - "Feel What U Feel" - Lisa Loeb

### Gesproken Woord
- Best Spoken Word Album
  - "The Princess Diarist" - Carrie Fisher

### Comedy
- Best Comedy Album
  - "The Age of Spin & Deep in the Heart of Texas" - Dave Chappelle

### Musical
- Best Musical Theater Album
  - "Dear Evan Hansen" - Laura Dreyfuss, Mike Faist, Rachel Bay Jones, Kristolyn Lloyd, Michael Park, Ben Platt, Will Rowland & Jennifer Laura Thompson (solisten); Pete Ganbarg, Alex Lacamoire, Stacey Mindich, Benj Pasek & Justin Paul (producers); Benj Pasek & Justin Paul (componisten/tekstschrijvers), uitvoerenden: Original Broadway Cast

### Soundtracks
- Best Compilation Soundtrack for Visual Media
  - "La La Land (Original Motion Picture Soundtrack)" - Diverse uitvoerenden; Marius de Vries & Justin Hurwitz (producers)
- Best Score Soundtrack for Visual Media
  - "La La Land (Original Motion Picture Score)" - Justin Hurwitz (componist)
- Best Song Written for Visual Media
  - Lin-Manuel Miranda (componist) voor How Far I'll Go (uit Moana), uitvoerende: Auli'i Cravalho

### Composities & Arrangementen
- Best Instrumental Composition
  - Arturo O'Farrill (componist) voor Three Revolutions, uitvoerenden: Arturo O'Farrill & Chucho Valdés
- Best Arrangement, Instrumental or A Cappella
  - John Williams (arrangeur) voor Escapades For Alto Saxophone And Orchestra From Catch Me If You Can
- Best Arrangement, Instrumental and Vocals
  - Randy Newman (arrangeur) voor Putin, uitvoerende: Randy Newman

### Hoezen
- Best Recording Package
  - Sasha Barr, Ed Steed & Josh Tillman (ontwerpers) voor Pure Comedy (Deluxe Edition), uitvoerende: Father John Misty
- Best Boxed or Special Limited Edition Package
  - Lawrence Azerrad, Timothy Daly & David Pescovitz (ontwerpers) voor The Voyager Golden Record: 40th Anniversary Edition, uitvoerenden: diverse artiesten
- Best Album Notes 
  - Lynell George (schrijver) voor Live At The Whisky A Go Go: The Complete Recordings, uitvoerende: Otis Redding

### Historisch
- Best Historical Album
  - "Leonard Bernstein - The Composer" - Robert Russ (samensteller); Martin Kistner & Andreas K. Meyer (technici) (uitvoerende: Leonard Bernstein)

### Productie & Techniek
- Best Engineered Album, Non-Classical (Beste techniek op niet-klassiek album)
  - Serban Ghenea, John Hanes & Charles Moniz (technici); Tom Coyne (mastering engineer) voor 24K Magic, uitvoerende: Bruno Mars
- Best Engineered Album, Classical
  - Mark Donahue (technicus) voor Shostakovich: Symphony No. 5; Barber: Adagio, uitvoerenden: Pittsburgh Symphony Orchestra o.l.v. Manfred Honeck
- Producer of the Year, Non-Classical
  - Greg Kurstin
- Producer of the Year, Classical
  - David Frost
- Best Remixed Recording
  - Dennis White (remixer) voor You Move (Latroit Remix), uitvoerenden: Depeche Mode
- Best Surround Sound Album
  - Jim Anderson (surround mixer/producer), Darcy Proper (surround mastering engineer), Jane Ira Bloom (surround producer) voor Early Americans’’, uitvoerende: Jane Ira Bloom

### Klassieke Muziek
(Winnaars in vet afgedrukt. Uitvoerenden die niet in aanmerking voor een Grammy (orkesten, solisten, etc.), staan in klein afgedrukt).
- Best Orchestral Performance
  - "Shostakovich: Symphony No. 5; Barber: Adagio" - Pittsburgh Symphony Orchestra o.l.v. Manfred Honeck
- Best Opera Recording
  - "Berg: Wozzeck" - Hans Graf (producer/dirigent); Brad Sayles (producer); Anne Schwanewilms & Roman Trekel (solisten)

Chorus of Alumni & Students of Shepherd School of Music van de Rice University & Houston Grand Opera Children's Chorus (koren); Houston Symphony (orkest)
- Best Choral Performance
  - "Bryars: The Fifth Century" - The Crossing o.l.v. Donald Nally

PRISM Quartet
- Best Chamber Music/Small Ensemble Performance
  - "Death & the Maiden" - Patricia Kopatchinskaja (soliste) & the Saint Paul Chamber Orchestra
- Best Classical Instrumental Solo
  - "Transcendental" - Daniil Trifonov
- Best Classical Solo Vocal Album
  - "Crazy Girl Crazy" - Barbara Hannigan (solist)

The Ludwig Orchestra
- Best Classical Compendium
  - "Higdon: All Things Majestic, Viola Concerto & Oboe Concerto" - Giancarlo Guerrero (dirigent); Tim Handley (producer)

James Button, Roberto Díaz & Nashville Symphony
- Best Contemporary Classical Composition
  - Jennifer Higdon (componist) voor Viola Concerto, uitvoerenden: Roberto Díaz, Nashville Symphony o.l.v. Giancarlo Guerrero

### Video
- Best Music Video
  - "HUMBLE." - Kendrick Lamar (uitvoerende); The Little Homies & Dave Meyers (video regisseurs); Jason Baum, Dave Free, Jamie Rabineau, Nathan K.Scherrer & Anthony Tiffith (video producers)
- Best Music Film
  - "The Defiant Ones" - (Diverse uitvoerenden); Allen Hughes (regisseur); Sarah Anthony, Fritzi Horstman, Broderick Johsnon, Gene Kirkwood, Andrew Kosove, Laura Lancaster, Michael Lombardo, Jerry Longarzo, Doug Pray & Steven Williams (producenten)

## Meeste nominaties en prijzen
| Aantal Grammy's | Artiest                 |
| --------------- | ----------------------- |
| 6               | Bruno Mars              |
| 5               | Kendrick Lamar          |
| 3               | Christopher Brody Brown |
| 3               | Tom Coyne               |
| 3               | James Fountleroy        |
| 3               | Serban Ghenea           |
| 3               | John Hanes              |
| 3               | Philip Lawrence         |
| 3               | Charles Moniz           |

| Aantal nominaties | Artiest                 |
| ----------------- | ----------------------- |
| 8                 | Jay-Z                   |
| 7                 | Kendrick Lamar          |
| 6                 | Bruno Mars              |
| 5                 | Childish Gambino        |
| 5                 | Khalid                  |
| 5                 | No I.D.                 |
| 5                 | SZA                     |
| 4                 | Alessia Cara            |
| 4                 | Christopher Brody Brown |
| 4                 | Serban Ghenea           |
| 4                 | John Hanes              |
| 4                 | Justin Hurwitz          |
| 4                 | Philip Lawrence         |
| 4                 | Morten Lindberg         |

## Veranderingen
Er zijn voor de editie van 2018 enkele wijzigingen in de reglementen aangekondigd. Er worden geen nieuwe categorieën geïntroduceerd. De belangrijkste wijzigingen zijn:

### Album of the Year
In de categorie "beste album van het jaar" krijgen componisten en tekstschrijvers voor het eerst ook de kans om een Grammy te winnen. Voorheen werden in deze categorie artiesten, producers, technici, mixers en 'featured artists' onderscheiden die minstens aan 33% van de speelduur van het album hadden meegewerkt. Ook voor de componisten en schrijvers geldt dat ze aan minstens 33% van de speelduur van een album moeten hebben meegewerkt.

### Minimum speelduur van een album
Om in aanmerking te komen voor een Grammy, moesten albums (ongeacht de categorie) minimaal vijf tracks en een speelduur van minimaal 15 minuten hebben. Daaraan is nu aan toegevoegd: of een minimale speelduur van 30 minuten zonder een minimaal aantal tracks. Dit komt met name albums in de jazz, klassieke en dance-categorieën ten goede waarin het nogal eens voorkomt dat een album met minder dan vijf aparte tracks wordt uitgebracht maar wel een langere speelduur dan 30 minuten heeft. Deze albums komen nu dus ook in aanmerking voor een nominatie.

### Visual Media
In de categorieën "visual media" (een soundtrack voor film, tv, game, etc.) zijn twee wijzigingen doorgevoerd. De ene is dat een filmversie van een nummer die anders is dan de radio- of single-versie nu ook kan worden genomineerd in de categorie voor beste song voor visual media (voorheen kon slechts één versie van een nummer genomineerd worden). De andere wijziging houdt in dat in de categorie voor beste soundtrackalbum voor visual media vanaf 2018 ook soundtracks voor documentaires kunnen worden genomineerd.

### Jury's voor nieuwe categorieën
Sinds 1989 kent de Grammy-organisatie speciale jury's die de nominaties in bepaalde categorieën beoordelen nadat de stemmen zijn binnengekomen. Die jury bepaalt uiteindelijk wie de Grammy wint. Vanaf 2018 wordt het aantal categorieën waarin deze jury's actief zijn uitgebreid met rap, new age en contemporary instrumental-categorieën.

### Online stemmen
De duizenden leden van NARAS (National Academy for Recording Arts and Sciences), die de Grammy's organiseert, kiezen de genomineerden en de winnaars door middel van een stem die ze kunnen uitbrengen. Tot nu toe ging dat elk jaar per brief, maar vanaf 2018 kan dat ook online om zo de nauwkeurigheid van het stemproces te waarborgen, aldus de organisatie.